# Arctosa tanakai
Arctosa tanakai este o specie de păianjeni din genul Arctosa, familia Lycosidae, descrisă de Alberto Barrion și Litsinger, 1995.
Este endemică în Filipine. Conform Catalogue of Life specia Arctosa tanakai nu are subspecii cunoscute.